# Túpolev ANT-41
El Túpolev ANT-41 fue un prototipo de torpedero bimotor soviético de los años 30 del siglo XX. Se construyó un único prototipo, que resultó destruido en un accidente. No hubo producción, sirviendo en su lugar como torpedero el Ilyushin DB-3.

## Diseño y desarrollo
En marzo de 1934, la Oficina de Diseño Túpolev (OKB) comenzó a trabajar en un avión multitarea para la Aviación Naval Soviética, destinado a servir como avión de reconocimiento y torpedero de largo alcance y gran velocidad, y como "crucero" (caza pesado de largo alcance), disponible en versiones terrestre y de flotadores. La tarea de diseñar el nuevo avión, designado por la OKB como ANT-41 y por la Armada como T-1 (Torpedonosets, torpedero), recayó sobre el equipo liderado por Vladímir Myasishchev.
El ANT-41 tenía una disposición similar a la del bombardero contemporáneo SB, que había sido diseñado por otro equipo (liderado por Aleksándr Arkhángel'skiy) de la Túpolev OKB, pero era más grande y más potente. Como el SB, era un monoplano cantiléver de ala media de construcción con revestimiento sujeto a esfuerzos totalmente metálico. Estaba propulsado por dos motores Mikulin AM-34 V12 refrigerados por líquido instalados bajo capotas ajustadas, moviendo hélices tripala y refrigerados por radiadores montados dentro de las alas, por la parte interna a los motores, que eran alimentados mediante unos estrechos conductos instalados en el borde de ataque del ala. Una larga bodega de bombas (6,5 m) bajo el fuselaje podía albergar dos torpedos de 880 kg o un único torpedo de 1700 kg, o el peso equivalente en bombas. El tren de aterrizaje de la versión terrestre era del tipo convencional retráctil, basado en el del SB, pero reforzado para soportar el mayor peso del ANT-41.

## Historia operacional
El primer prototipo del ANT-41, un avión terrestre, realizó su primer vuelo desde el aeródromo de Khodynskiy, Moscú, el 2 de junio de 1936, encontrándose un severo bataneo de la cola. Resultó destruido en un accidente durante el decimocuarto vuelo de pruebas el 3 de julio del mismo año, escapando la tripulación de pruebas en paracaídas. El accidente fue causado por un bataneo que provocó el fallo del ala, originado por un inadecuado diseño de los alerones. Más tarde aquel año, el Ilyushin DB-3 fue elegido para cubrir los requerimientos de un torpedero para la Aviación Naval Soviética y el ANT-41 fue cancelado, sin llegar a fabricarse el segundo prototipo.

## Especificaciones
Referencia datos: Tupolev: The Man and His Aircraft

### Características generales
- Tripulación: Cuatro
- Longitud: 15,5 m (51 ft)
- Envergadura: 25,7 m (84,4 ft)
- Altura: 3,9 m (12,7 ft)
- Superficie alar: 88,9 m² (957,4 ft²)
- Peso vacío: 5846 kg (12 884,6 lb)
- Peso cargado: 8925 kg (19 670,7 lb)
- Planta motriz: 2× motor lineal V12 refrigerado por líquido Mikulin AM-34 FRNV.
  - Potencia: 951 kW (1311 HP; 1293 CV) [1] cada uno.

### Rendimiento
- Velocidad máxima operativa (Vno): 435 km/h (270 MPH; 235 kt)
- Alcance: 4200 km (2268 nmi; 2610 mi)
- Techo de vuelo: 9500 m (31 168 ft)

### Armamento
- Ametralladoras: 

  - 2x ShKAS de 12,7 mm

- Cañones: 

  - 1x ShVAK de 20 mm[1]
- Bombas: 

  - 2 torpedos o
  - 2000 kg de bombas[1]

## Aeronaves relacionadas

### Secuencias de designación
- Secuencia ANT-_ (interna de Túpolev): ← ANT-36 - ANT-37 - ANT-40 - ANT-41 - ANT-42 - ANT-43 - ANT-44 →
- Secuencia T-_ (Torpederos soviéticos, 1923-1940): T-1